# 巴拉比内

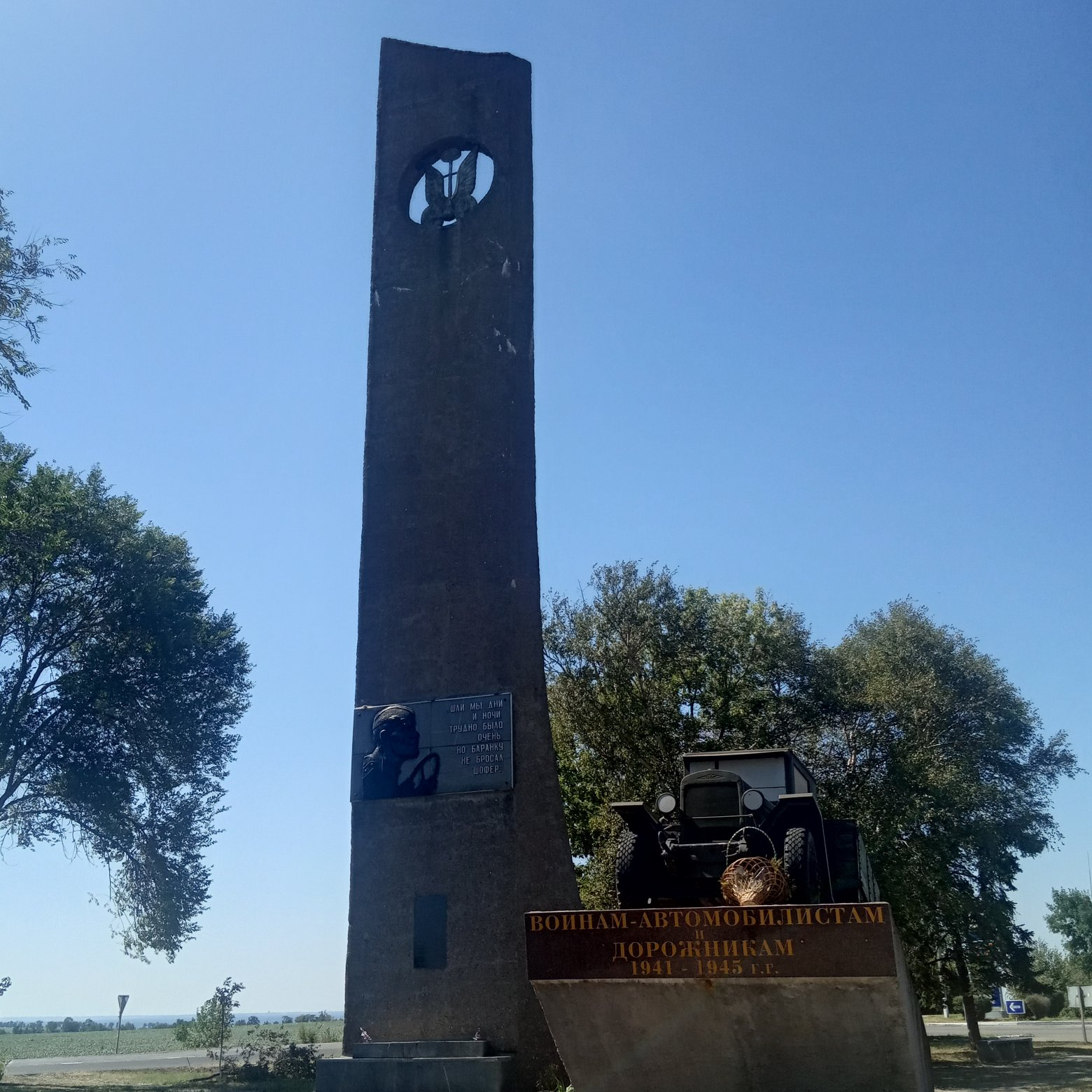
摩托兵纪念碑

巴拉比内（烏克蘭語：Балабине），亦译为巴拉比诺，是烏克蘭東南部扎波羅熱州扎波羅熱區库舒胡姆市镇内的市級鎮。始建於1777年，面積2.61平方公里，海拔高度35米，2011年人口6,168，人口密度每平方公里2,360人。